# Idealtypus
Ein Idealtypus (auch: Idealtyp) ist in der Wissenschaftstheorie ein zielgerichtet konstruierter Begriff, der Ausschnitte der sozialen Wirklichkeit ordnet und erfasst, indem er die wesentlichen Aspekte der (sozialen) Realität heraushebt und oft mit Absicht überzeichnet. Insofern stellt er ein Gedanken- bzw. Idealbild dar und grenzt sich demnach vom empirisch durchschnittlich gegebenen Realtypus ab.
Die Methode des idealtypischen Verfahrens wurde von Max Weber in die Soziologie eingeführt. Webers Methodologie der Begriffsbildung basiert auf derjenigen von Heinrich Rickert, einem Vertreter des südwestdeutschen Neukantianismus. In einem unspezifischen Sinne jedoch kann man heute sagen, dass die Analyse der sozialen Realität mit Hilfe von Idealtypen ein geläufiges Mittel sozialwissenschaftlicher Theoriebildung darstellt; man nehme als Beispiel die Modelle in den Wirtschaftswissenschaften und der Soziologie.

## Ziele der idealtypischen Begriffsbildung
Für Weber ist das Ziel der idealtypischen Konstruktion die Gewinnung trennscharfer Begriffe, mit denen empirische Phänomene geordnet und unter dem Gesichtspunkt ihrer Kulturbedeutung verstanden werden können. Die Ziele der idealtypischen Begriffsbildung liegen für ihn in erster Linie in der „Heuristik“ (Gewinnung neuer Erkenntnisse); daneben will er die Urteilsfähigkeit schulen (siehe unten), und er will mit Idealtypen zur Bildung von Forschungshypothesen anregen.
Weber verfolgt bei der idealtypischen Begriffsbildung nicht eine abbildende Beschreibung sozialen Geschehens, vielmehr ist der Idealtypus für ihn eine „Messlatte“, an der das reale Geschehen gemessen werden soll. Der Idealtypus selber ist bloß „Mittel“, „Gedankenbild“ bzw. rein „idealer Grenzbegriff“, um die Wirklichkeit analytisch trennscharf erfassen zu können.

## Konstruktion eines Idealtypus
Max Weber beschreibt den Idealtypus als „einseitige Steigerung eines oder einiger Gesichtspunkte“. Die Konstruktion eines Idealtypus erfolgt a priori, indem begrifflich und sachlich von Merkmalen der sozialen Realität abstrahiert wird, es findet folglich Modellbildung statt. Dabei geht Weber streng individualistisch vor und fragt nach den Motiven der Individuen, die Handlungen ausführen. Diese Motive werden vom Forscher „deutend“ benutzt, um soziales Handeln „verstehen“ zu können. Zur Bildung eines Idealtypus wird vom Forscher von den beobachtbaren Handlungen und Motiven der Individuen abstrahiert, es wird ein in sich schlüssiges System von Aussagen konstruiert. Dieses System von Aussagen ist idealisiert und logisch kohärent.
Alexander von Schelting verweist darauf, dass ein Idealtypus, welcher auf dem (kausal-adäquaten) Verstehen der Motive des Handelnden gründet, logisch etwas völlig anderes darstellt als ein Idealtyp, welcher (irreale) Sinn- und Wertzusammenhänge analysiert.

## Theorie und Erfahrung
Weber betont wiederholt, dass er Soziologie als empirische Wissenschaft sieht.
Da Motive andererseits einer direkten Beobachtung nicht zugänglich sind, muss der Soziologe „deuten“, „verstehen“. Wir können das Verhalten von Menschen „verstehen“ durch Sinnerfassung – das Verhalten von (biologischen) Zellen können wir nicht „verstehen“, sondern nur funktional erfassen (Zellen haben keine Motive). Weber sieht im Sinnerfassen eine „Mehrleistung“ der deutenden gegenüber der empirisch beobachtenden Erklärung. Allerdings wird dieses erkauft „durch den wesentlich hypothetischeren und fragmentarischen Charakter der durch Deutung zu gewinnenden Ergebnisse“ (W+G §1).
Weber führt mehrfach aus, dass der Idealtypus einen doppelten Zweck hat. Zum einen dient er als „Messlatte“. Zum anderen handelt es sich dabei um die Gegenüberstellung von einer idealtypischen Konstruktion mit einer empirisch ermittelten Situation, aus der er dann Kausalitäten (Geschichte) oder Regelmäßigkeiten (Soziologie, Wirtschaft) gewinnen will.

## Beispiele für Idealtypen
Weber gibt in seinem Hauptwerk Wirtschaft und Gesellschaft verschiedene Beispiele, u. a.:
- Herrschaftsapparat: Die idealtypische Differenzierung zwischen legaler, traditionaler und charismatischer Herrschaft.
- Börsenpanik: Idealtypisch kann das Börsengeschehen zunächst zweckrational konstruiert werden. Es wird dargestellt, wie eine Börse durchschnittlich oder normalerweise funktioniert, d. h. ohne irrationale Affekte der Handelnden. Erst hiernach werden die irrationalen Komponenten als Störungen eingeführt.
- Helmuth Karl Bernhard von Moltke und Ludwig von Benedek im Deutschen Krieg 1866: Zunächst muss ermittelt werden, wie jeder der beiden Feldherrn unter voller Kenntnis aller Informationen zweckrational gehandelt hätte (!), um erfolgreich den jeweils anderen zu besiegen (= idealtypischer Verlauf). Dann erst kann in einem zweiten Schritt ermittelt werden, wie beide tatsächlich handelten unter Berücksichtigung von falscher Information, Irrtum, Denkfehlern etc. Aus dieser Differenz will Weber kausalanalytisch ermitteln, warum letztendlich Moltke die Schlacht von Königgrätz bzw. den Krieg gewann.
- Bürokratie.[6]

## „Richtigkeitsrationalität“
In „Objektivität“ wird zweckrationales Handeln noch am Begriff der „Richtigkeitsrationalität“ orientiert. „Richtig rational“ handelt das Individuum, wenn sein Handeln an „objektiv“ richtigen Wertideen (kulturell vorgegebene Ziele, z. B.: „Deutschland als Großmacht“) orientiert ist. Da diese Wertideen sich einer objektiven Behandlung im Sinne idealer Zwecke entziehen („sinnlos“), hat Weber diesen Begriff wieder fallen lassen. Es gibt keinen objektiven Geist – zumindest nicht bei Max Weber. Idealtypen sind daher nicht zu verstehen und zu konstruieren im Sinne eines Sollens – auch nicht eines ethischen Sollen –, sondern rein im Sinne subjektiver Sinngebung (Interessen, Eigennutz = rational).